# Marco de Cornualles

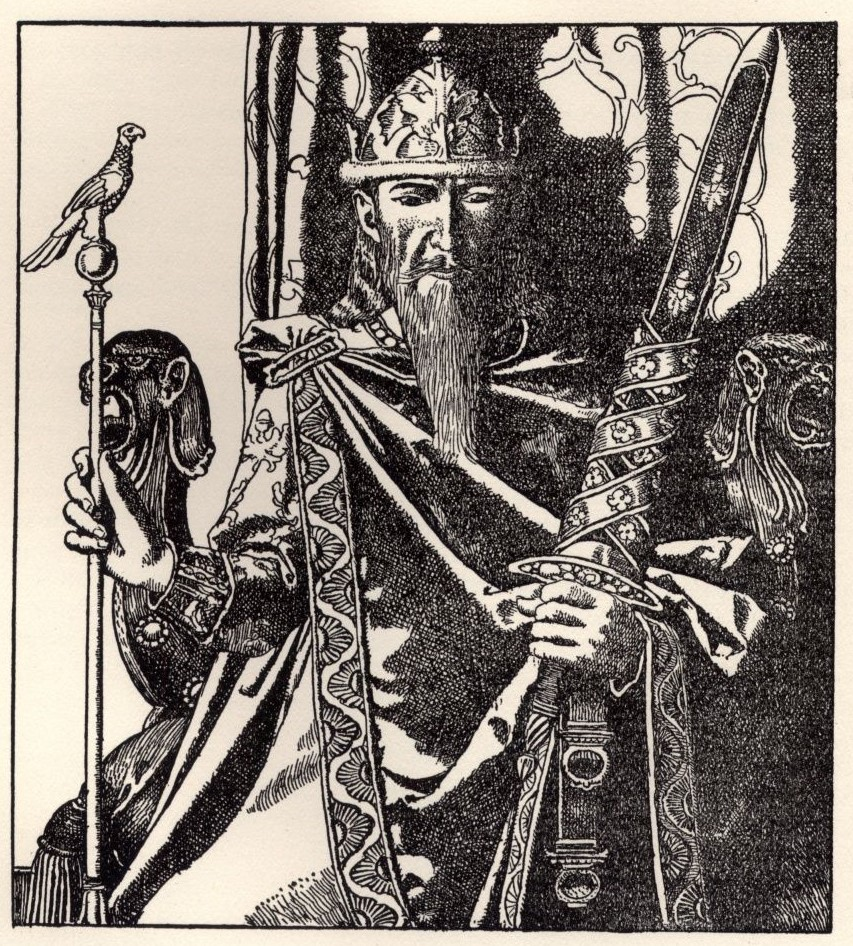
Marco de Cornualles. Ilustración de Howard Pyle para su libro La historia de los caballeros de la Mesa Redonda (The Story of the Champions of the Round Table, 1905).

Marco de Cornualles fue un rey de Kernow (Cornualles) a principios del siglo VI. Es más popular por su aparición en la leyenda artúrica como tío del caballero Tristán y marido de la bella princesa irlandesa Iseo, los cuales viven una aventura amorosa a sus espaldas.

## La leyenda
Marco mandó a Tristán como apoderado para recoger a su joven prometida: la princesa Isolda de Irlanda. Tristán e Isolda se enamoran a causa de una poción mágica que toman por error, debido a Brangaine, la sirvienta, por lo que comienzan a tener uno de los idilios más tormentosos de la literatura medieval. Marco sospecha del idilio y finalmente sus sospechas se confirman. En algunas versiones ordena que cuelguen a Tristán, el cual escapa de la horca y rescata a la prometida de Marco de su confinamiento, para ser descubierto posteriormente por Marco. Al final Marco los perdona, con el retorno de Isolda a él y Tristán saliendo del país al exilio.
"...una historia del rey Marco, que debía condenar a la bella Isolda, y ya estaba por darla a las llamas cuando vinieron los leprosos y le dijeron que había peor castigo que la hoguera. Y le gritaban: «¡Entréganos a Isolda, déjanos poseerla, la enfermedad aviva nuestros deseos, entrégala a tus leprosos! ¡Mira cómo se pegan los andrajos a nuestras llagas purulentas! ¡Ella, que junto a ti se envolvía en ricas telas forradas de armiño y se adornaba con exquisitas joyas, verá la corte de los leprosos, entrará en nuestros tugurios, se acostará con nosotros, y entonces sí que reconocerá su pecado y echará de menos este hermoso fuego de espino!»" (Umberto Eco, Nombre de la rosa)
Narrativa actual
Pág 190